# San Martino Valle Caudina
San Martino Valle Caudina es uno de los municipios o comunas ("comune" en italiano) de la provincia de Avellino, en la región de Campania. Con 4.757 habitantes, según el censo de 2022, se extiende por una área de 22,92 km², teniendo una densidad de población de 207,55 hab/km². Linda con los municipios de Avella, Cervinara, Roccabascerana, Montesarchio y Pannarano, siendo estos últimos dos pertenecientes a la Provincia de Benevento.

## Demografía
| Gráfica de evolución demográfica de San Martino Valle Caudina entre 1861 y 2011 |
|                                                                                 |
| Fuente ISTAT - elaboración gráfica de Wikipedia                                 |

## Galería de fotos

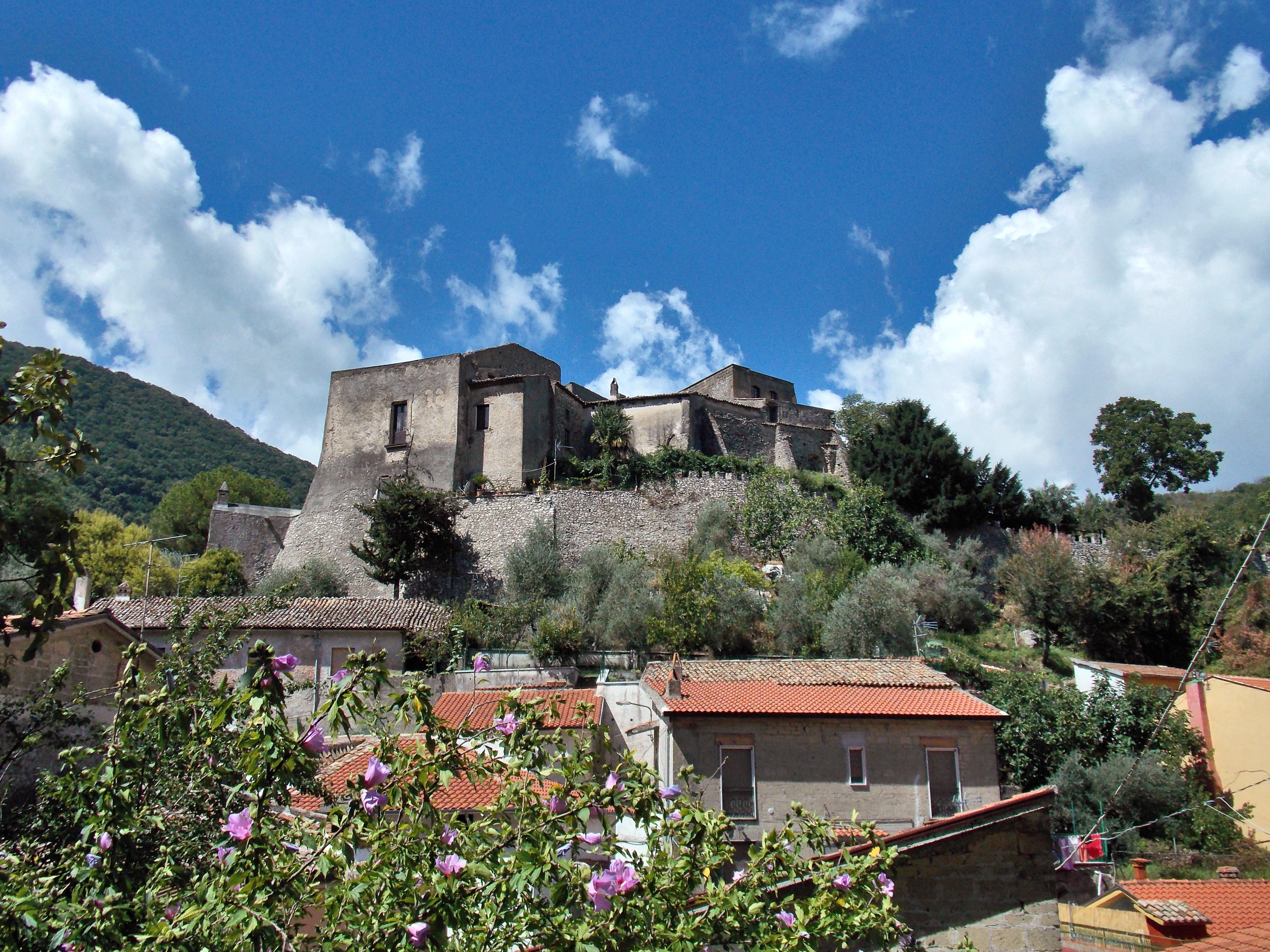
El castillo Pignatelli della Leonessa, de época longobarda.
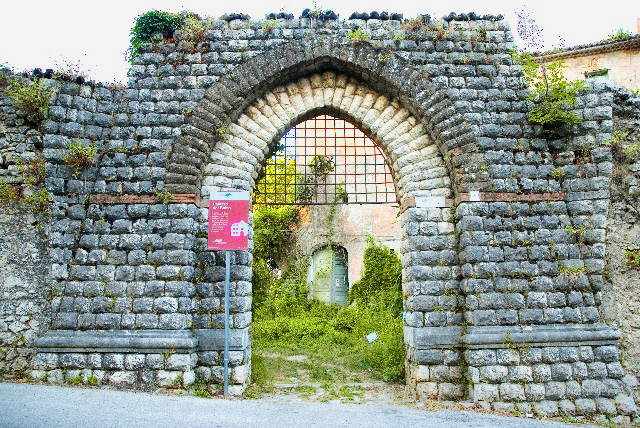
Palacio Del Balzo.
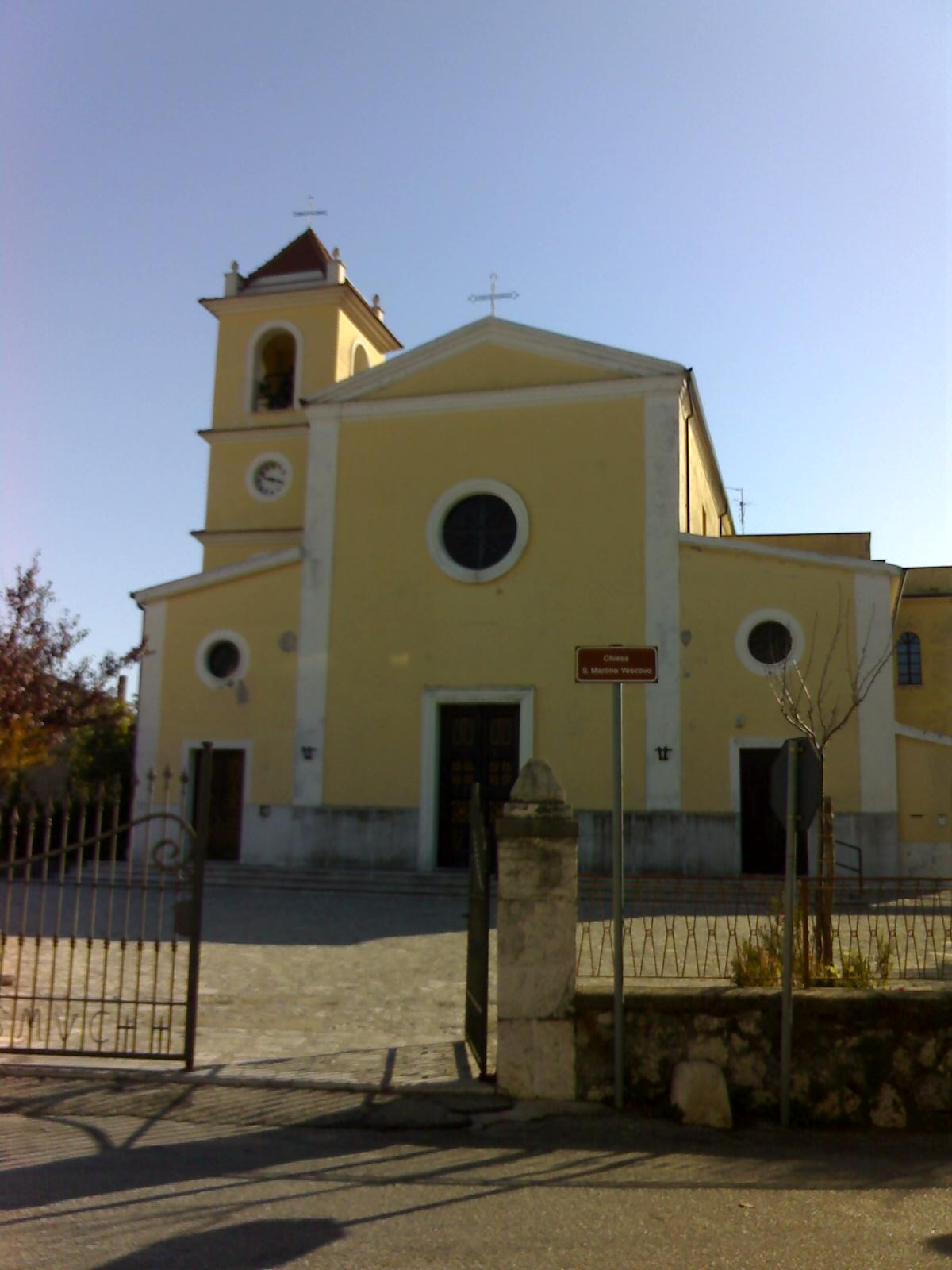
Iglesia de San Martino.
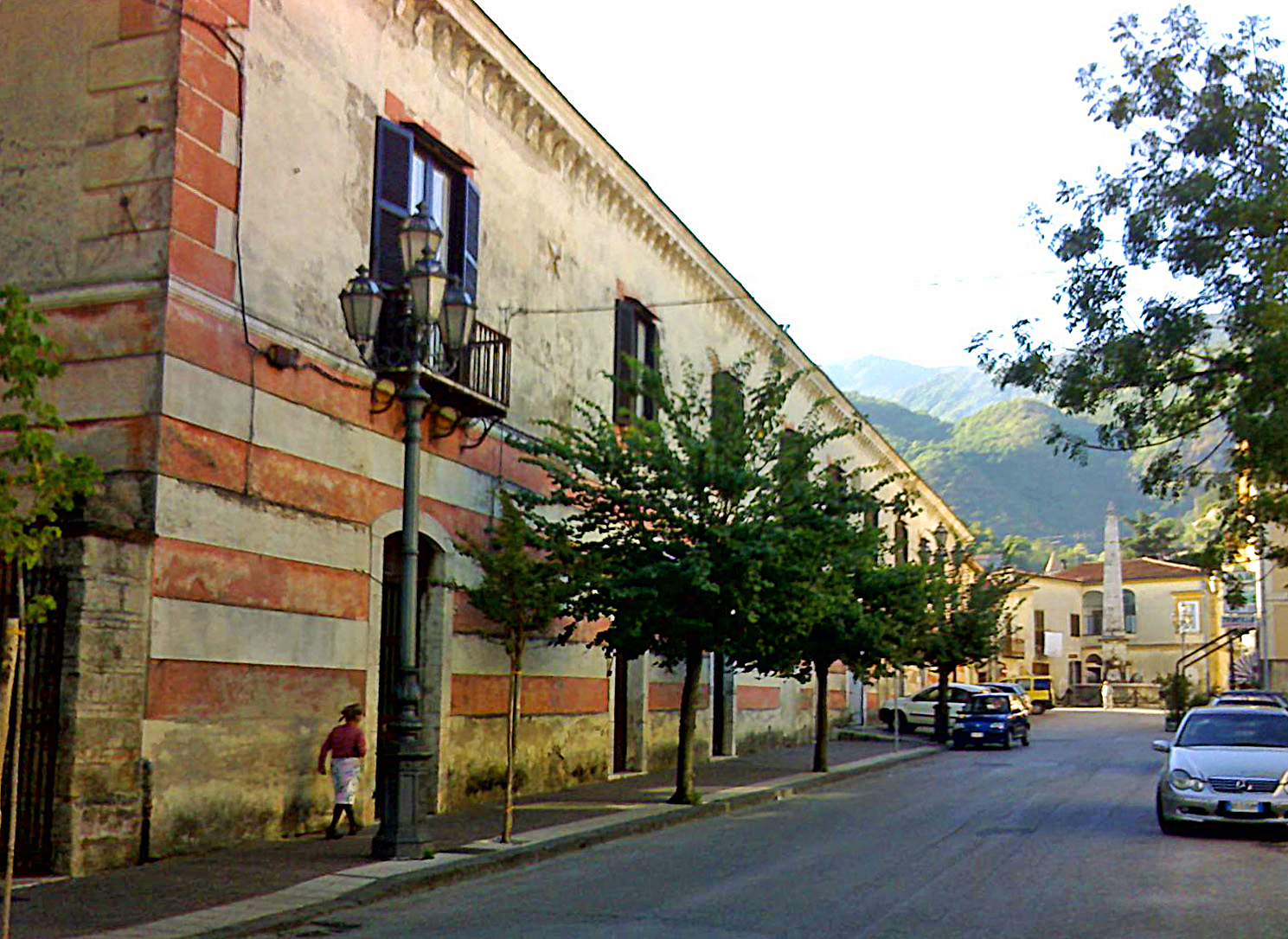
Calle Vittorio Emanuele, con el Palacio Ducal a izquierda y el Obelisco al fondo.
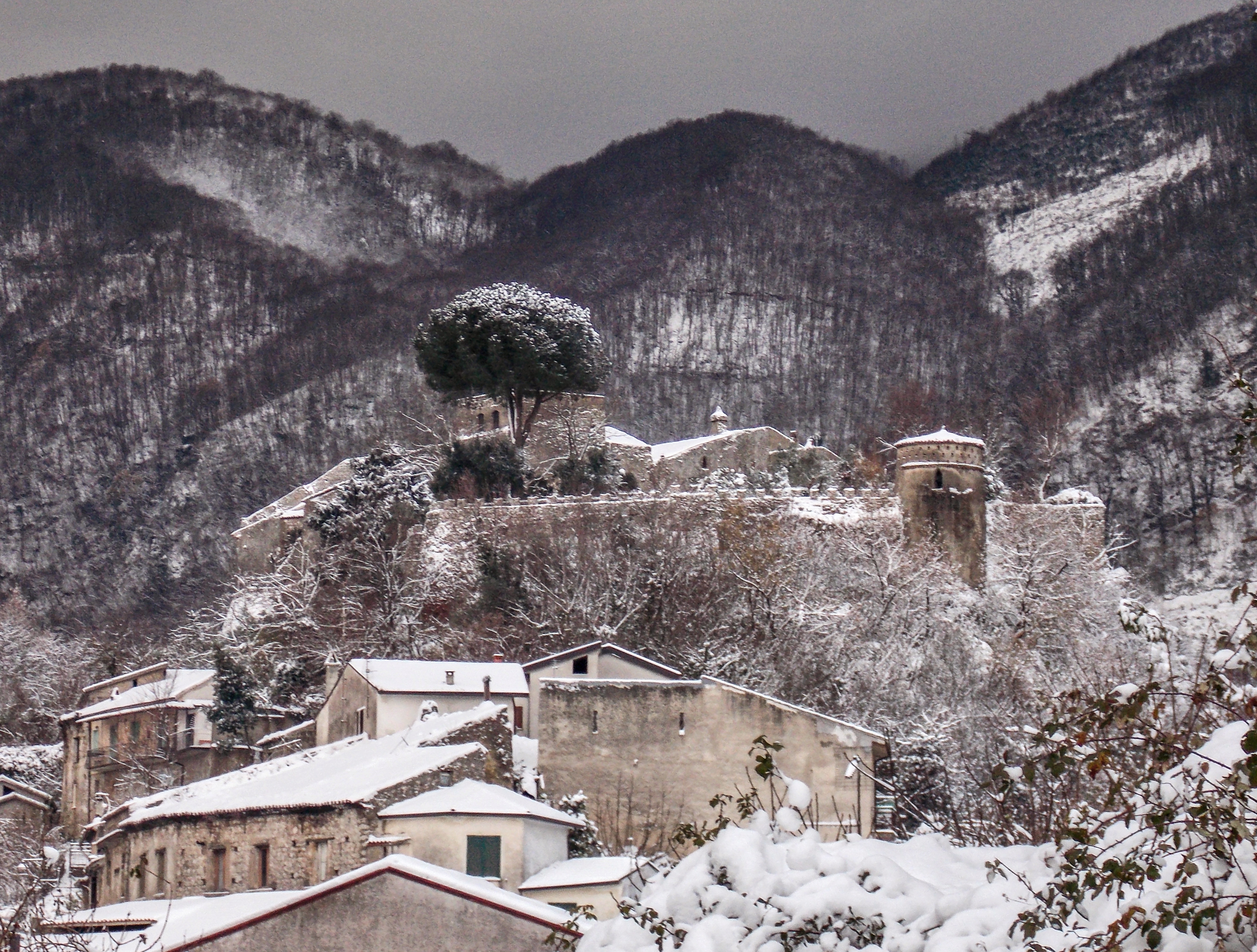
El castillo y el casco antiguo nevados.
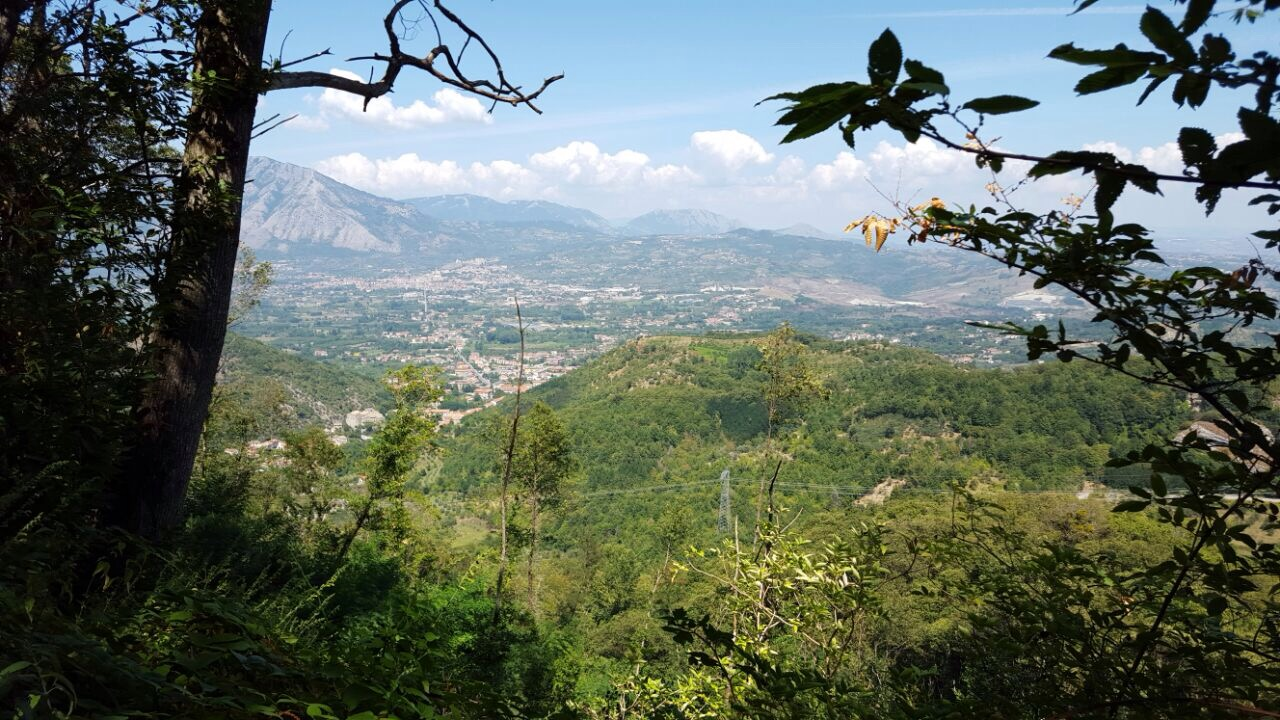
Vista desde la localidad de montaña Mafariello.
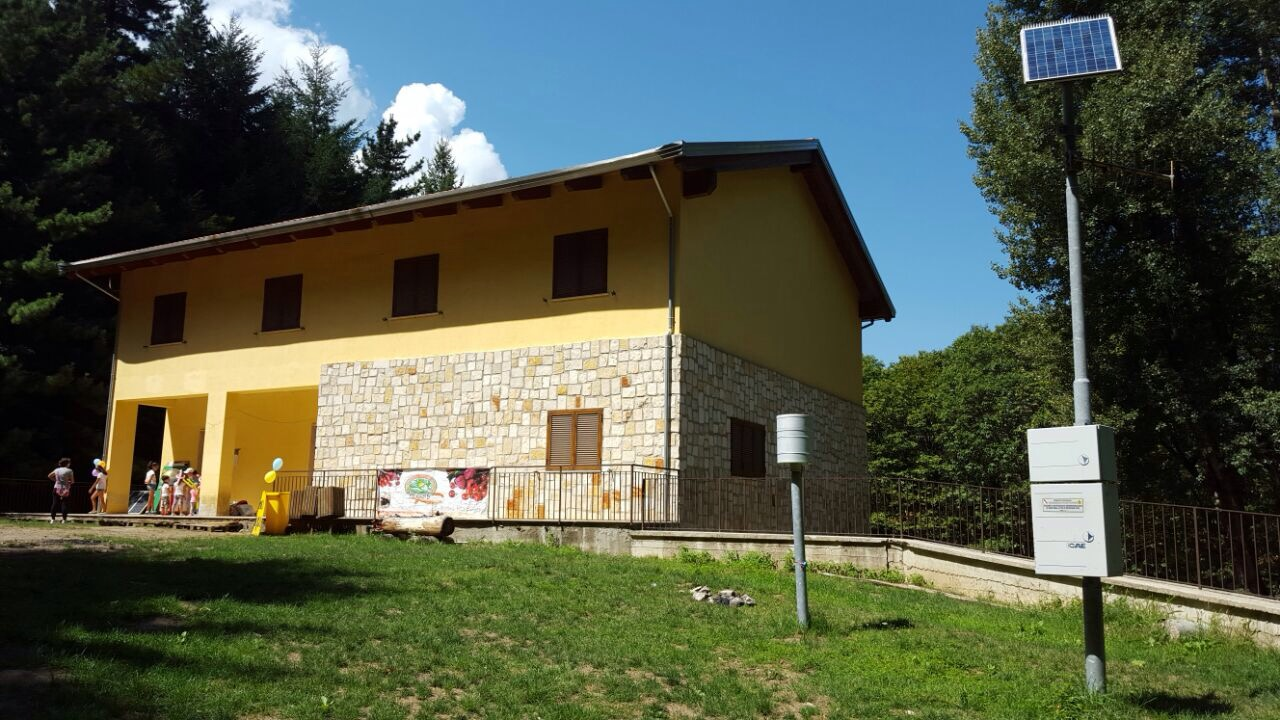
Refugio de montaña "Rifugio Mafariello".